# 28 Days Later
28 Days Later, auch 28 Tage später, ist ein 2002 gedrehter britischer Endzeit-Horror-Thriller von Danny Boyle nach einem Drehbuch von Alex Garland.
Der Film thematisiert den Zusammenbruch der Gesellschaft durch die Verbreitung eines hochansteckenden und tödlichen Virus im England der Jahrtausendwende und zeigt die Flucht von vier Überlebenden aus dem von Infizierten bevölkerten London.
In den deutschen Kinos lief der Film am 5. Juni 2003 an, in den österreichischen einen Tag später. Die Fortsetzung 28 Weeks Later kam in Deutschland am 30. August 2007 und in Österreich am Folgetag in die Kinos.

## Handlung

### Prolog
Der Film spielt im England der frühen 2002er. Im Prolog sind einige Fernsehbildschirme mit verschiedenen gewalttätigen Inhalten wie Straßenschlachten und Polizeieinsätzen zu sehen. Über eine Überwachungskamera wird gezeigt, wie eine Gruppe von Aktivisten nachts in die medizinische Abteilung der Universität in Cambridge eindringt, um Schimpansen, denen die erwähnten Fernsehszenen offenbar zu Versuchszwecken gezeigt werden, zu befreien. Ein Forscher überrascht sie bei der Befreiungsaktion und löst den Alarm aus, wird jedoch festgehalten. Er versucht, die Aktivisten davon abzuhalten, die Käfige zu öffnen, da die Tiere mit „Wut“ infiziert seien, einem hochansteckenden, gefährlichen und tödlichen Virus. Die Infektion verwandele den Betroffenen innerhalb von zehn bis zwanzig Sekunden in einen des Sprechens unfähigen Rasenden ohne menschliche Vernunft, der jeden Nichtinfizierten sofort angreife und somit ebenfalls infiziere. Eine Aktivistin befreit kurz darauf einen Schimpansen, der sie anfällt und mit dem Virus infiziert, das sie sofort in eine solche Bestie verwandelt. Sie spuckt einem anderen Aktivisten wenige Sekunden später Blut ins Gesicht und überträgt damit das Virus auf ihn.

### Haupthandlung
28 Tage später wacht der Fahrradkurier Jim nach einem Unfall mit einem LKW in der verlassenen Intensivstation des Londoner St Thomas’ Hospital aus dem Koma auf. Verwundert wandert er auf der Suche nach anderen Menschen durch die Gänge und Zimmer. Wie nach einem Überfall liegen überall umgestürzte Möbel, Klinikutensilien und Abfälle auf dem Boden. Völlig verstört läuft der junge Mann auf die Straße, doch London scheint ausgestorben; Tauben sind die einzigen sichtbaren Lebewesen.
Als die Dämmerung anbricht, sucht Jim, der noch immer an den Folgen seines Fahrradunfalls leidet, Unterschlupf in einer Kirche. Auf dem Boden türmen sich zu seinem Entsetzen Berge von Leichen. Ein plötzliches Geräusch macht ihn auf die Anwesenheit eines Priesters aufmerksam. Dessen blitzschnelle Bewegungen, blutunterlaufene Augen, krankhafte Zuckungen und mörderische Schreie lassen Jim zurück auf die Straße fliehen. Mehr und mehr Infizierte werden von dem Lärm angelockt und Jim läuft in Panik und Verwirrung durch die Straßen, verfolgt von einer immer größer werdenden Meute.
Die plötzliche Explosion eines Molotowcocktails kündigt die Ankunft von Selena und Mark, zweier weiterer nichtinfizierter Überlebender, an. Nach einer gewagten Rettungsaktion, bei der viele der Verfolger und eine verlassene Tankstelle in Flammen aufgehen, bringen sie Jim in ein mit einem Rollgitter versehenes Kleingeschäft in einer Londoner U-Bahn-Station und beginnen, ihm die Wirkungsweise der Infektion zu erklären: Sie wird durch das Blut übertragen und befällt innerhalb von Sekunden den gesamten Organismus. Die Seuche hat sich inzwischen schon über ganz Großbritannien ausgebreitet, Selena berichtet von Vorfällen in Paris und New York City. Niemand weiß, ob nicht sogar das Ende der gesamten Menschheit droht.
Selena und Mark stimmen widerwillig zu, den unter Schock stehenden Jim in den Stadtteil Deptford zu bringen, um dessen Eltern zu suchen. Jim entdeckt seinen Vater und seine Mutter tot auf einem Bett im Obergeschoss, wo diese mittels Schlaftabletten Suizid begangen haben. In ihrem Abschiedsbrief wünschen sie Jim, dass er nie mehr aus dem Koma aufwachen werde. Als sie dort übernachten, werden sie von infizierten Nachbarn angegriffen. Mark erleidet bei der Abwehr eine offene Wunde. Obwohl er noch keine Anzeichen einer Infizierung zeigt, tötet Selena ihn sofort mit ihrer Machete. Jim ist schockiert, doch Selena erklärt, dass es in solchen Fällen keinen anderen Weg gebe.
Sie fliehen aus Jims Haus, da laut Selena bald mehr Infizierte da sein werden, und entdecken bunte Lichter in einem Hochhausfenster, zu dem sie sich begeben. Nachdem sie einen aus Einkaufswagen errichteten Schutzwall überwunden haben, finden sie den verwitweten Frank und dessen Tochter Hannah, die sich notdürftig eingerichtet haben. Da deren Wasservorräte fast aufgebraucht sind, suchen auch sie dringend nach einem neuen Unterschlupf.
Am nächsten Morgen zeigt Frank ihnen mittels eines Kurbelempfängers ein sich immer wiederholendes, da aufgezeichnetes, Radiosignal. In der Nähe von Manchester, behauptet eine Soldatentruppe unter Führung eines gewissen Major Henry West, die Antwort auf die grausame Infektion gefunden zu haben, und lädt alle Überlebenden ein, sich ihnen anzuschließen. Frank wollte nicht alleine mit seiner Tochter aufbrechen, da er nicht wollte, dass Hannah alleine wäre, wenn ihm etwas zustieße. Da ihnen kein Ausweg bleibt, machen sich die Londoner Weggefährten in Franks Taxi auf die gefährliche Reise Richtung Norden. Die Flüchtlinge versorgen sich kostenlos in einem Supermarkt und fahren dann durch einen Tunnel, wogegen sich Jim ausspricht. Als Frank über die Autos fährt, die den Weg versperren, erleidet sein Wagen eine Reifenpanne. Während des Radwechsels strömen ihnen plötzlich Ratten entgegen, die vor Infizierten fliehen. Bevor die Infizierten die Gruppe erreichen, können sie das Reserverad noch anbringen, einsteigen und weiterfahren.
Sie machen Rast an einem sicheren Ort an einem See in einem Park. Hier kommt es zu einer ersten körperlichen Annäherung zwischen Selena und Jim: Sie küsst ihn auf die Wange. Beim Übernachten im Freien schreckt Jim morgens hoch – allein. Die anderen scheinen ihn zurückgelassen zu haben. Diese Sequenz entpuppt sich kurz darauf als ein Albtraum, als Frank ihn aufweckt. Jim bedankt sich spontan: „Danke, Dad“. Das Motiv der Furcht vor dem Verlassensein wird daraufhin wiederholt: Als Jim am Morgen wirklich erwacht, sieht er sich wiederum allein. Aber das Auto steht mit laufendem Motor in der Nähe. Die anderen haben schon gepackt und warten auf ihn.
Als sie schließlich am Stadtrand von Manchester ankommen, werden ihre Hoffnungen enttäuscht: Die gesamte Stadt steht in Flammen. Bei einer Straßensperre, wo auch einige tote Infizierte liegen, wird Frank infiziert, als von einem toten Infizierten ein Blutstropfen in sein Auge fällt. Verzweifelt versucht er, seine Tochter Hannah zu warnen, stößt sie weg, doch schon nach wenigen Sekunden will er die anderen – auch seine Tochter – angreifen. In diesem Moment fordert Selena Jim auf, Frank zu töten. Nach kurzem Zögern will Jim der Forderung nachkommen, doch im letzten Augenblick wird Frank von plötzlich auftauchenden Soldaten erschossen. Hannah ist am Boden zerstört und wird von Selena getröstet.
Jim, Selena und Hannah werden von den Soldaten in einem Militärfahrzeug in eine Villa auf dem Land gebracht, in welcher sich einige überlebende Militärs verschanzt haben. Dank eines Minenfeldes und einer Umzäunung kann ein Angriff einer großen Horde Infizierter zurückgeschlagen werden. Die Soldaten haben genug Vorräte und scheinen somit genau den Zufluchtsort zu bieten, den die Gruppe gesucht hat. Auf dem Gelände wird ein angeketteter Infizierter beobachtet; es soll herausgefunden werden, wie lange es dauert, bis Infizierte verhungern. Als ein Soldat Selena sexuell belästigt, erklärt Major Henry West Jim, dass er seinen Männern Frauen versprochen hat, um ihnen Hoffnung zu geben.
Jim versucht daraufhin, mit Selena und Hannah die Flucht zu ergreifen, wird aber von den Soldaten überwältigt und später in den Wald gebracht, um dort hingerichtet zu werden. Ihm gelingt jedoch die Flucht – allerdings in das von den Infizierten besiedelte Gebiet jenseits der Schutzmauer – für ihn faktisch ein Todesurteil. Verzweifelt und zu Tode erschöpft, sackt er zu Boden und bleibt auf dem Rücken liegen. Beim Blick in den Himmel sieht er ein Strahlflugzeug in großer Höhe – anscheinend ein Linienjet. Jim schöpft durch diesen Anblick neue Kraft und glaubt, nun wieder auf eine Zukunft hoffen zu dürfen. Er kehrt zurück in die Villa, und es gelingt ihm schließlich mit Hilfe des Infizierten, den er aus sicherer Entfernung befreit, die Soldaten zu töten. Der Infizierte tötet in rascher Geschwindigkeit einen Großteil der Soldaten direkt oder infiziert sie. Die Übrigen tötet Jim.
Nachdem Jim Selena in die Arme geschlossen und geküsst hat, gelingt es den dreien, mit dem Taxi zu fliehen. Dabei werden sie jedoch vom plötzlich auftauchenden Major Henry West überrascht, der im Taxi lauerte und Jim anschießt. Dieser sackt in Selenas Arme. Hannah, die sich bereits an das Steuer gesetzt hat, fährt mit Vollgas nach hinten, wo der Infizierte lauert. Dieser durchbricht die Heckscheibe des Wagens und zieht Major Henry West aus dem Wagen. Selena und Jim retten sich ins Auto. Die drei durchbrechen das Stahltor vor der Einfahrt und flüchten vom Gelände. In der nächsten Sequenz ist zu sehen, wie die ausgebildete Apothekerin Selena in einem leerstehenden Raum versucht, Jim mit einer Spritze und Wiederbelebungsversuchen das Leben zu retten.

### Epilog
Der Film endet mit einem Epilog weitere 28 Tage später.
Wieder erwacht Jim scheinbar allein. Die Flüchtlinge leben in einem abgelegenen Cottage in Cumbria. Sie haben einen riesigen, aus Stoff genähten Schriftzug – auf dem „Hello“ steht – ausgebreitet. Dieser wird von einem anscheinend regelmäßig vorbeifliegenden Aufklärungsflugzeug gesichtet, welches unterwegs ist, um nach Überlebenden zu suchen. Der Pilot fordert zur Rettung der Flüchtlinge einen Helikopter an. In dieser Endsequenz erscheinen Szenen, in denen die Infizierten verhungern.
Ein Unterschied besteht zwischen der englischen Original- und der deutschen Synchronfassung: Als Jim und die beiden Frauen den Schriftzug „Hello“ auf der Wiese ausbreiten und das aus Finnland stammende Aufklärungsflugzeug (Typ Hawker Hunter, allerdings mit Zeichen der Royal Air Force) über sie hinwegfliegt, sagt der Pilot aus dem Off in sein Funkgerät in deutscher Sprache „Die Suche hat sich gelohnt“. In der englischen Fassung funkt er auf Finnisch „Lähetätkö helikopterin?“ („Können Sie einen Helikopter schicken?“).

### Alternatives Ende
Neben der Kinoversion existiert ein alternatives Ende, in dem Jim seine Schussverletzung nicht überlebt. Selena und Hannah bringen den Verwundeten in ein verlassenes Krankenhaus, können sein Leben aber trotz größter Bemühungen nicht retten. Nach kurzer Trauer nehmen die Frauen ihre Waffen und verlassen dieses durch einen langen Korridor, dessen Türen sich im Bildvordergrund langsam schließen, bis die Szene in Schwarz überblendet.
Wie Boyle und Garland in den DVD-Kommentaren berichten, war dieses Ende dem Testpublikum zu düster, woraufhin es durch das letztendlich verwendete ersetzt wurde.
Das alternative Ende wurde ab dem 25. Juli 2003 hinter dem Abspann und der Einblendung „… what if“ in US-Kinos gezeigt und bereits zuvor auf der britischen DVD-Version veröffentlicht.

## Hintergrund
Der Film zeigt in drastischen Bildern die Gefahren, die von einer Virusepidemie ausgehen könnten. Besondere Brisanz und Aktualität erhielt der Film, da zur Zeit seiner Premiere die ersten Fälle der Lungenkrankheit SARS auftraten und für Schlagzeilen und Unsicherheit in der Bevölkerung sorgten. SARS wird durch Tröpfchen- oder Kontaktinfektion übertragen.
Die in dem Film gezeigten Symptome der Infizierten weisen zudem Ähnlichkeiten mit denen der Krankheit Tollwut auf. Auch diese Krankheit wird durch den Kontakt mit Blut beziehungsweise Speichel übertragen, und die Infizierten sind nach dem Ausbruch der Krankheit unfähig zu sprechen. Die größten Ähnlichkeiten in Bezug zu dem „Wut-Virus“ aus 28 Days Later sind Symptome der Tollwut-Infizierten, wie leichte Reizbarkeit und erhöhte Aggressivität. Jedoch beträgt die Inkubationszeit bei Tollwut in der Regel drei bis zwölf Wochen, ist also viel länger als die der Krankheit aus dem Film, die bereits nach Sekunden Symptome zeigt.
Der Begriff „Zombie“ wird im Film nie genannt, da es sich bei den Infizierten nicht um wiederauferstandene Tote, sondern um lebendige und lediglich vom Virus befallene Menschen handelt. Das Konzept von Infizierten mit rapider Mutation und dem aggressiven Verlangen, Menschen zu beißen, bildet jedoch ebenso die Grundlage von gleichzeitigen oder späteren Filmen wie Resident Evil (2002), Dawn of the Dead (2004) oder World War Z (2013), die alle meist den Zombiefilmen zugerechnet werden.
Regisseur Boyle nennt in den DVD-Kommentaren den Science-Fiction-Roman Die Triffids (1951) von John Wyndham als Inspirationsquelle für den Drehbuchautor Garland.
Bei geschätzten Produktionskosten von 8 Millionen US-Dollar spielte der Film in den Kinos weltweit rund 83 Millionen US-Dollar ein, davon rund 45 Millionen US-Dollar im Vereinigten Königreich.

## Synchronisation
Die deutschsprachige Synchronisation entstand durch Interopa Film nach einem Dialogbuch von Tobias Meister, der auch die Dialogregie führte.
| Darsteller            | Synchronsprecher  | Rolle            |
| --------------------- | ----------------- | ---------------- |
| Alex Palmer           | Thomas Nero Wolff | Aktivist         |
| Ricci Harnett         | Tobias Meister    | Corp. Mitchell   |
| Brendan Gleeson       | Roland Hemmo      | Frank            |
| Megan Burns           | Millie Forsberg   | Hannah           |
| Cillian Murphy        | Marcel Collé      | Jim              |
| Christopher Eccleston | Bernd Vollbrecht  | Major Henry West |
| Noah Huntley          | Peter Flechtner   | Mark             |
| Luke Mably            | Viktor Neumann    | Private Clifton  |
| Leo Bill              | Kim Hasper        | Private Jones    |
| Stuart McQuarrie      | Bernd Schramm     | Sergeant Farrell |
| David Schneider       | Lutz Schnell      | Wissenschaftler  |
| Naomie Harris         | Tanja Geke        | Selena           |

## Rezeption
Diedrich Diederichsen urteilt, „liest man diesen Film politisch, dann bietet er dem jugendlichen Eskapismus an, sich durch einen ästhetisierten Kriegertypus mit einer barbarisch und ganz frei gewordenen Marktkonkurrenz zu identifizieren. Die Logik des Präventiven und der Dauerverdacht der Seuche sind die sehr aktuellen Codes, in die sich das Konkurrenzverhältnis naturgesetzartig einschreibt. Es wird übersetzt in einen Kampf aller gegen alle, bei dem es vor allem darauf ankommt, schnell den Infizierten zu finden und ihn ebenso schnell zu töten.“ Er resümiert, „nur wo die Zivilisation ganz aufgehört hat, im ewigen Gemetzel einer zur Barbarei befreiten Konkurrenzlogik, herrscht die gute Intensität des kriegerischen Lebens“.
Nach Urteil der Redaktion des Lexikon des internationalen Films ist 28 Days Later ein „düster-deprimierender Horrorfilm, der fern jeder ironischen Brechung ein radikales Endzeitszenario entwirft. Formal konsequent inszeniert, verstärkt die stumpfe, farbmindernde und grobkörnige Ästhetik der verwendeten DV-Kamera den auch visuell beklemmenden Eindruck.“ Sie vergab vier von fünf möglichen Punkten.
Der Schriftsteller Stephen King beschrieb den Film als „wütenden (und manchmal auch wütend machenden) Zombiefilm, der auf Digitalvideo im He-schau-mir-zu-Stil von Danny Boyle gedreht wurde und an dem das Bemerkenswerteste die Anfangssequenz ist.“ Sie spiele „in einem gespenstig verlassenen London, nachdem ahnungslose Tierschützer eine Lebende-Toten-Art von Plage auf die Menschheit losgelassen haben.“ In seinem Dokumentationsstil sähe man auch hier wieder „den Einfluss von Blair Witch Project.“

## Auszeichnungen
- Empire Award 2003
- Neuchâtel International Fantastic Film Festival: bester Film
- Saturn Award 2004
- Nominierung für den British Independent Film Award 2003
- Nominierung für den Chlotrudis Award 2004
- Nominierung beim Cinénygma – Luxembourg International Film Festival 2003
- Nominierung für den International Fantasy Film Award bei Fantasporto 2003
- Nominierung für Hugo Awards 2004
- Nominierung für International Horror Guild Award 2004
- diverse individuelle Auszeichnungen

## Musik
Die Musik wurde von John Murphy komponiert. Charakteristisch für die Filmmusik ist der an Rockmusik erinnernde Stil und die eher einfache Ausführung der Stücke. Besonders auffällig ist hierbei der häufige Einsatz der E-Gitarre mit sich ständig wiederholenden Noten- und Akkordfolgen. Das Stück In The House – In A Heartbeat verfolgt diesen Stil sehr markant und wurde für die Fortsetzung 28 Weeks Later als 28 Theme betitelt, da es einen hohen Wiedererkennungswert hat. Die Musik stellt als solche einen Kontrast zur herkömmlichen Filmmusik dar, da hier komplett auf ein orchestrales Arrangement verzichtet wird und teilweise die Stimmung der Stücke einen Gegensatz zur Handlung des Films darstellen.
Im Film und auf dem Soundtrack-Album sind außerdem Titel von Brian Eno, Grandaddy und der britischen Band Blue States zu hören, sowie im Film, aber nicht auf dem Album eine geschnittene Version des zweiten Satzes des Stückes East Hastings vom Album F♯A♯∞ der kanadischen Band Godspeed You! Black Emperor. Dieses Album bezeichnete Regisseur Danny Boyle als wichtige Inspiration bei der Produktion des Films.
- CD-Veröffentlichung: 28 Days Later. Original Motion Picture Soundtrack. Music by John Murphy. Xl/Beggars (Indigo) 2003

## DVD-Veröffentlichungen
Die deutschsprachige Erstveröffentlichung auf DVD aus dem Jahr 2004 enthält jeweils eine deutsche und englische Tonspur in Dolby Digital 5.1, Untertitel in beiden Sprachen, einen Audiokommentar von Regisseur Boyle und Drehbuchautor Garland, ein Making-of und das alternative Ende sowie einige weitere Featurettes.

## Fortsetzungen
- Am 30. August 2007 startete die Fortsetzung 28 Weeks Later in den deutschen, einen Tag später in den österreichischen Kinos.
- Garland erklärte in einem Interview im Oktober 2010, dass ein dritter Teil aufgrund von Streitigkeiten zwischen den Rechteinhabern unwahrscheinlich ist.[21] Im Januar 2024 wurde jedoch bekannt, dass an einem dritten Teil namens 28 Years Later gearbeitet werde, der den Auftakt einer Trilogie bilden soll, an der Boyle und Garland maßgeblich beteiligt sind.[22] Der Film wurde im Juni 2025 veröffentlicht.
- Unter der Regie von Nia DaCosta entsteht mit 28 Years Later: The Bone Temple eine weitere Fortführung, deren Erscheinen für den Januar 2026 angekündigt ist.[23]
- Der Verlag Fox Atomic Comics veröffentlichte unter dem Titel 28 Days Later: The Aftermath ein Graphic Novel von Steve Niles, der in Deutschland beim Cross Cult Verlag unter dem Titel „28 Days Later: Die Zeit danach“ erschienen ist.